# La Villeneuve-lès-Charleville
 La Villeneuve-lès-Charleville  es una población y comuna francesa, en la región de Champaña-Ardenas, departamento de Marne, en el distrito de Épernay y cantón de Montmirail.

## Demografía
| 137 | 157 | 134 | 123 | 81 | 89 |
| Para los censos de 1962 a 1999 la población legal corresponde a la población sin duplicidades (Fuente: INSEE [Consultar]) |     |     |     |    |    |